# Giải César cho âm thanh xuất sắc nhất
Giải César cho âm thanh (tiếng Pháp: César du meilleur son) là một giải César dành cho việc hòa trộn âm thanh trong một phim được cho là hay nhất.
Dưới đây là danh sách các người đoạt giải (tên phim trong ngoặc đơn):

## Thập niên 1970
- 1976: Nara Kollery (Black Moon)
- 1977: Jean-Pierre Ruh (Mado)
- 1978: Jacques Maumont (Providence)
- 1979: William-Robert Sivel (L'état sauvage)

## Thập niên 1980
- 1980: Pierre Gamet (Clair de femme)
- 1981: Michel Laurent (Le Dernier Métro)
- 1982: Jean-Pierre Ruh (Diva)
- 1983: William Robert Sivel & Claude Villand (La Passante du sans-souci)
- 1984: Gérard Lamps & Jean Labussière (Tchao Pantin)
- 1985: Guy Level & Dominique Hennequin (Carmen)
- 1986: Luc Perini, Harald Maury, Harrick Maury & Gérard Lamps (Subway (phim))
- 1987: William Flageollet, Michel Desrois, Claude Villand & Bernard Leroux (Autour de minuit)
- 1988: Jean-Claude Laureux, Claude Villand & Bernard Leroux (Au revoir, les enfants)
- 1989: François Groult, Gérard Lamps & Pierre Befve (Le Grand Bleu)

## Thập niên 1990
- 1990: Pierre Lenoir & Dominique Hennequin (Monsieur Hire)
- 1991: Pierre Gamet & Dominique Hennequin (Cyrano de Bergerac)
- 1992: Gérard Lamps, Pierre Gamet & Anne Le Campion (Tous les matins du monde)
- 1993: Dominique Hennequin & Guillaume Sciama (Indochine)
- 1994: William Flageollet & Jean-Claude Laureux (Trois Couleurs: Bleu)
- 1995: Jean-Paul Mugel & Dominique Hennequin (Farinelli)
- 1996: Jean Goudier, Pierre Gamet & Dominique Hennequin (Le Hussard sur le toit)
- 1997: Philippe Barbeau (Microcosmos)
- 1998: Pierre Lenoir & Jean-Pierre Laforce (On connaît la chanson)
- 1999: Vincent Tulli & Vincent Arnardi (Taxi)

## Thập niên 2000
- 2000: Vincent Tulli & François Groult (Jeanne d'Arc)
- 2001: Gérard Hardy, François Maurel & Gérard Lamps (Harry, un ami qui vous veut du bien)
- 2002: Pascal Villard & Cyril Holtz (Sur mes lèvres)
- 2003: Jean-Marie Blondel, Gérard Hardy & Dean Humphreys (The Pianist)
- 2004: Jean-Marie Blondel, Gérard Hardy & Gérard Lamps (Pas sur la bouche)
- 2005: Daniel Sobrino, Nicolas Cantin & Nicolas Naegelen – (Les Choristes)
- 2006: Laurent Quaglio & Gérard Lamps (La marche de l'empereur)
- 2007: François Musy & Gabriel Hafner (Quand j'étais chanteur)
- 2008: Laurent Zeilig, Pascal Villard, Jean-Paul Hurier & Marc Doisne (La Vie En Rose)
- 2009: Jean Minondo, Gérard Hardy, Alexandre Widmer, Loïc Prian, François Groult & Hervé Buirette (Mesrine: L'Instinct de mort & Mesrine: L'Ennemi public n° 1)
  - Jean-Pierre Laforce, Nicolas Cantin & Sylvain Malbrant (Un conte de Noël)
  - Olivier Mauvezin, Agnès Ravez & Jean-Pierre Laforce (Entre les murs)
  - Daniel Sobrino, Roman Dymny & Vincent Goujon (Faubourg 36)
  - Philippe Vandendriessche, Emmanuel Croset & Ingrid Ralet (Séraphine)